# Kapurthala (stato)
Lo Stato di Kapurthala (in punjabi: ਕਪੂਰਥਲਾ , in gurmukhi: کپورتھلہ , in shahmukhi: कपूरथला) fu uno Stato principesco del subcontinente indiano (attualmente corrispondente alla regione del Punjab), avente per capitale Kapurthala.
Lo Stato, governato dalla dinastia Ahluwalia, venne fondato nel 1772 da Nawab Jassa Singh Ahluwalia (1718-1783), un capo Sikh dei più prominenti durante il periodo della Confederazione Sikh, e anche Misldar di Ahluwalia (capo militare). Egli era nato nel villaggio di Ahlu o Ahluwal presso Lahore, che ha dato il nome alla famiglia, Ahluwalia

## Demografia
Secondo il censimento di Stato del 1901 la popolazione era di 314 341 abitanti, posti in due città e 167 villaggi..

## Storia
Ahlu è il nome del villaggio presso Lahore (oggi in Pakistan), che venne fondato da Sadda Singh Kalal, appartenente alla comunità Kalal, mercanti di vini.
Le due successive generazioni della famiglia decisero di abbandonare la loro originaria professione e si dedicarono a una vita politica raggiungendo le alte sfere. Badar Singh, antenato di Sada Singh, sposò la figlia del governatore del distretto (all'epoca sottoposto all'Impero Moghul) e il loro figlio Jassa Singh Ahluwalia nacque nel 1718. Jassa Singh aveva appena 5 anni quando suo padre morì nel 1723 e sua madre ottenne da Mata Sundri, vedova del guru sikh Guru Gobind Singh di prendersi cura del giovane Jassa.
Crescendo ella lo pose sotto la cura del capo dei sikh Nawab Kapur Singh e Jassa Singh aumentò vertiginosamente il proprio rango successore quando, alla morte di questi, Kapur Singh lo nominò suo successore nel 1753. Dopo la presa di Lahore nel 1761, Khālsā lo onorò con il titolo di Sultan-ul-Qaum (re dell'intero popolo) e con questo titolo fondò poi un proprio Stato personale costituito attorno alla città di Kapurthala nel 1772 e i suoi discendenti rimasero sempre i capi più importanti dell'area del Punjab sino all'epoca di Ranjit Singh (1780-1839).
Jassa Singh non ebbe eredi maschi (solo due figlie) e alla sua morte nel 1783 venne cremato secondo l'usanza a Burj Baba Atal Sahib e succeduto da suo cugino, Bhag Singh.
Nel 1930 divenne parte della Punjab States Agency ed entrò a far parte dell'India ufficialmente dal 1947, abolendo così la monarchia.

## Reggenti di Kapurthala

### Sardar di Kapurthala
- Jassa Singh (1772 - 1783)
- Bagh Singh (1783 - 1801)
- Fateh Singh (1801 - 1837)
- Nihal Singh (1837 - 1849)

### Raja di Kapurthala
- Nihal Singh (1849 - 1852)
- Randhir Singh (1852 - 1862)

### Raja-i Rajgan di Kapurthala
- Randhir Singh (1862 - 1870)
- Kharak Singh Sahib Bahadur (1870 - 1877)
- Jagatjit Singh Sahib Bahadur (1877 - 1911)

### Maharaja di Kapurthala
- Jagatjit Singh Sahib Bahadur (1911 - 1947)